# Убийство Пола Кесслера
Пол Кесслер, 69-летний американский еврейский активист, погиб в результате избиения 5 ноября 2023 года участником пропалестинской акции в Таузанд-Окс (штат Калифорния, США). По предварительным данным, Пол Кесслер, стоя с израильским флагом в руках, подвергся нападению мужчины в маске, оказавшегося гражданином Иордании и США. Кесслер получил тяжёлые травмы и был госпитализирован. На следующий день, 6 ноября, он умер в больнице в Лос-Анджелесе от кровоизлияния в мозг.

## Факты
Избиение Пола Кесслера произошло во время противоборствующих произраильских и пропалестинских демонстраций в США, начавшихся после вторжения ХАМАС в Израиль 7 октября 2023 года и последовавшей войны в Газе.
5 ноября 2023 года в Таузанд-Окс (штат Калифорния, США) на две такие акции, проходившие рядом, собралось от 75 до 100 человек. По словам местного шерифа Джима Фрайхоффа, примерно за 15 минут до события полицейский патруль не обнаружил на проходивших демонстрациях признаков насилия. Сообщается, что Кесслер и участник пропалестинской акции были вовлечены в ссору, после чего Кесслер упал навзничь и ударился головой. Изначально сообщалось о том, что пропалестинский активист бил Кесслера мегафоном по голове; шериф округа Вентура Джим Фрайхофф ответил на вопрос об этом на пресс-конференции: «Я слышал об этом, и думаю, судмедэксперт сказал, что травмы лица могли быть вызваны мегафоном. Но у меня нет информации о том, что у него [нападавшего] было при себе в тот момент».
Альнаджи оставался на месте до прибытия полиции и позвонил в службу 911.
Около 15:20 сотрудники сотрудники скорой помощи прибыли по вызову и обнаружили Кесслера на земле в сознании, сохранявшем способным говорить. Кесслера с кровотечением из разбитой головы и изо рта доставили в больницу, где он ещё мог реагировать на слова полицейских. Он умер в больнице утром следующего дня, 6 ноября.

## Расследование
Офис шерифа округа Вентура заявил на пресс-конференции 7 ноября, что существуют противоречивые свидетельства очевидцев о событиях, приведших к смерти Кесслера, и призвал всех обладающих информацией поделиться ей. Первоначально шериф Фрайхофф заявил, что кадры с камер видеонаблюдения и другие цифровые данные, собранные на месте происшествия, не дают четкого представления о столкновении и причине падения Кесслера.
Помощники шерифа округа Вентура задержали Альнаджи по подозрению в убийстве. В его доме был произведён обыск. Сообщается, что до предъявления обвинений и ареста подозреваемого должностные лица изучили более 600 доказательств, в том числе средства массовой информации о демонстрации, и опросили более 60 свидетелей.
Опубликованные результаты вскрытия Кесслера показали, что он получил травмы, связанные с падением: переломы черепа, отек мозга и гематомы, а также травмы лица. Доказательства, представленные на предварительном судебном слушании Кортни Льюис, старшим заместителем окружного прокурора, включали в себя анализ ДНК крови Кесслера, найденной на ободе мегафона, которым, согласно обвинению, Альнаджи ударил Кесслера по голове. Окружной судмедэксперт доктор Отон Мена показал, что Кесслер умер от тупой травмы, вызванной ударом мегафона и последующим падением.

## Жертва
Пол Кесслер вырос в еврейской общине Скрантона, Пенсильвания. Он был известен как горячий сторонник Демократической партии США и Израиля. Он работал менеджером по работе с клиентами в компании по производству медицинского оборудования, и на момент смерти уже 43 года находился в браке. У Пола Кесслера остался сын.

## Подозреваемый
16 ноября офис шерифа объявил об аресте 50-летнего подозреваемого Лоая Альнаджи по обвинению в непредумышленном убийстве и нанесении побоев с залогом в 1 миллион долларов. Он заявил в суде, что невиновен, залог был снижен до 50 тыс. долларов, и он был выпущен из-под ареста с обязательством сдать на время следствия американский и иорданский паспорта. Адвокат подозреваемого заявил, что, хотя они и не оспаривают произошедшую ссору, позиция защиты заключается в том, что Кесслер «агрессивно относился к пропалестинским протестующим», и что Альнаджи в момент падения Кесслера находился на расстоянии шести-восьми футов от него и не был причиной падения.
Альнаджи, преподаватель информатики в колледже, ранее высказывал в социальных сетях пропалестинские взгляды. В его Instagram-аккаунте было найдено видео, где он оправдывает  исламистскую военизированную организацию ХАМАС через 10 дней после устроенной ей резни 7 октября, сравнивая данную группировку с Нельсоном Манделой и призывая не торопиться с её осуждением.
Большинство его истории в социальных сетях, публично доступной за неделю до произошеднего, через несколько дней оказалось удалено. Аккаунты Альнаджи в Facebook и Instagram, которые ранее были общедоступными, стали закрытыми. По данным веб-страницы факультета колледжа, ранее Альнаджи работал в Университете Аль-Айн в Объединенных Арабских Эмиратах. Он также изучал информатику в Иордании, после чего получил степень магистра в Калифорнийском государственном университете. В 2005 году он также получил степень доктора делового администрирования в Университете Аргоси в Лос-Анджелесе. Вскоре после ареста его биография была удалена с веб-сайта колледжа, где он преподавал; он был отправлен в административный отпуск.

## Последствия
На углу улицы, где Кесслер был смертельно ранен, устроили мемориал, возле которого прошли пикет и митинг. Узнав о количестве людей, которые могут пожелать присутствовать на похоронах, семья убитого попросила о конфиденциальности и провела похороны в частном порядке.
После смерти Кесслера офис шерифа, по его заявлению, «усилил патрулирование вокруг мусульманских и еврейских мест отправления культа и общественных собраний».